# Ostrów Lubelski (gmina)
Ostrów Lubelski – gmina miejsko-wiejska w województwie lubelskim, w powiecie lubartowskim. W latach 1975–1998 gmina położona była w województwie lubelskim.
Siedziba gminy to Ostrów Lubelski.
Według danych z 30 czerwca 2004 gminę zamieszkiwało 5649 osób.
Gmina Ostrów Lubelski jest najmniej ludną i najrzadziej zaludnioną gminą miejsko-wiejską województwa lubelskiego.

## Struktura powierzchni
Według danych z roku 2002 gmina Ostrów Lubelski ma obszar 121,7 km², w tym:
- użytki rolne: 68%
- użytki leśne: 18%

Gmina stanowi 9,43% powierzchni powiatu.

## Demografia

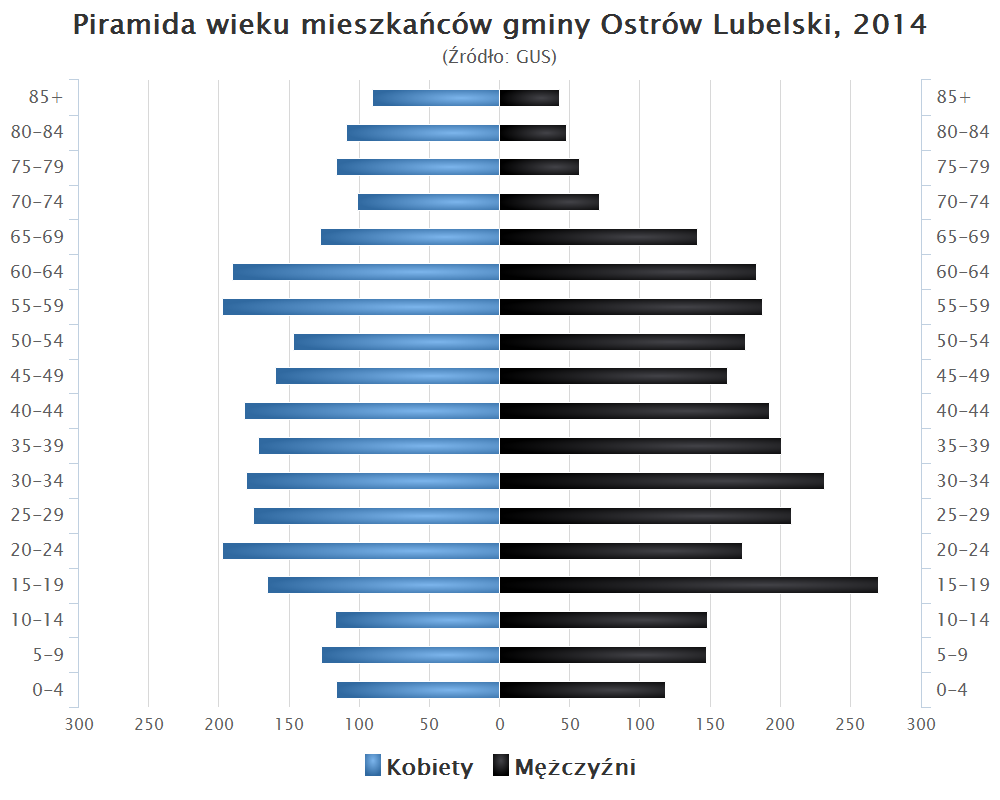
Piramida wieku mieszkańców gminy Ostrów Lubelski w 2014 roku

Dane z 30 czerwca 2004:
| Opis                              | Ogółem | Ogółem | Kobiety | Kobiety | Mężczyźni | Mężczyźni |
| --------------------------------- | ------ | ------ | ------- | ------- | --------- | --------- |
| jednostka                         | osób   | %      | osób    | %       | osób      | %         |
| populacja                         | 5649   | 100    | 2842    | 50,3    | 2807      | 49,7      |
| gęstość zaludnienia (mieszk./km²) | 46,4   | 46,4   | 23,4    | 23,4    | 23,1      | 23,1      |

## Sołectwa
Bójki, Jamy, Kaznów, Kaznów-Kolonia, Kolechowice Drugie, Kolechowice Pierwsze, Kolechowice-Folwark, Kolechowice-Kolonia, 
Ostrów Lubelski {sołectwa: Ostrów Lubelski Śródmieście, Zamoście; Ostrów Lubelski Partyzantów; Ostrów Lubelski Kościuszki), Rozkopaczew (sołectwa: Rozkopaczew I i Rozkopaczew II), Rudka Kijańska, Wólka Stara Kijańska.

## Sąsiednie gminy
Ludwin, Niedźwiada, Parczew, Serniki, Spiczyn, Uścimów